# USS Salmon (SS-182)
USS Salmon (SS-182) là một tàu ngầm, là chiếc dẫn đầu của lớp tàu mang tên nó được Hải quân Hoa Kỳ chế tạo vào nữa sau thập niên 1930. Nó là chiếc tàu ngầm thứ hai của Hải quân Hoa Kỳ được đặt cái tên này, theo tên loài cá hồi. Nó đã phục vụ trong suốt Chiến tranh Thế giới thứ hai, thực hiện tổng cộng mười một chuyến tuần tra, đánh chìm bốn tàu Nhật Bản với tổng tải trọng 24.107 tấn đồng thời chia sẻ1/3 chiến công đánh chìm một tàu khác tải trọng 10.500 tấn. Sau khi bị hư hại nặng và được sửa chữa vào cuối năm 1944, con tàu được rút về làm nhiệm vụ huấn luyện, và ngừng hoạt động ngay sau khi xung đột chấm dứt, rồi cuối cùng bị bán để tháo dỡ vào năm 1946. Salmon được tặng thưởng danh hiệu Đơn vị Tuyên dương Tổng thống cùng chín Ngôi sao Chiến trận do thành tích phục vụ trong Thế Chiến II.

## Thiết kế và chế tạo
Thiết kế của lớp Salmon được cải tiến dựa trên lớp Porpoise Kiểu P-5 dẫn trước, là thế hệ tàu ngầm đầu tiên đạt được tốc độ 21 hải lý trên giờ (39 km/h) với một hệ thống động lực tin cậy, cho phép chúng hoạt động phối hợp với các thiết giáp hạm tiêu chuẩn trong đội hình hạm đội. Ngoài ra, tầm hoạt động 11.000 hải lý (20.000 km) mà không cần tiếp thêm nhiên liệu cho phép chúng tuần tra đến tận vùng biển nhà Nhật Bản. Hệ thống động lực "tổng hợp" bao gồm bốn động cơ diesel, gồm hai chiếc vận hành trực tiếp trục chân vịt và hai chiếc để chạy máy phát điện dùng cho nạp ắc quy hay tăng tốc trên mặt nước.  Lườn tàu có cấu trúc vỏ kép một phần với hai đầu là vỏ đơn, vốn là một phiên bản hoàn thiện hơn của chiếc USS Dolphin (SS-169) và áp dụng thành công trên lớp Porpoise Kiển P-3 và P-5, kỹ thuật hàn đã được các xưởng tàu áp dụng rộng rãi cho toàn bộ cấu trúc con tàu.
Salmon có chiều dài 308 foot (94 m), với trọng lượng choán nước khi nổi là 1.435 tấn Anh (1.458 t) và khi lặn là 2.198 tấn Anh (2.233 t). Nó được trang bị động cơ Hooven-Owens-Rentschler (H.O.R.) 9-xy lanh hoạt động hai chiều, một thiết kế không thành công khi bị rung động rất lớn do mất cân bằng và gặp rất nhiều trục trặc khi vận hành. Sau này trong chiến tranh chúng được thay thế bằng kiểu động cơ GM-Winton 16-278A. Vũ khí trang bị chính được tăng lên tám ống phóng ngư lôi 21 in (530 mm), gồm bốn ống trước mũi và bốn ống phía đuôi, và được bổ sung máy tính dữ liệu ngư lôi để chúng hiệu quả hơn. Con tàu còn có một hải pháo 3 inch/50 caliber trên boong tàu và bốn súng máy M1919 Browning .30-caliber (7,62 mm).
Salmon được đặt lườn tại xưởng tàu của hãng Electric Boat Company ở Groton, Connecticut vào ngày 15 tháng 4, 1936. Nó được hạ thủy vào ngày 12 tháng 6, 1937, được đỡ đầu bởi cô Hester Laning, con gái Chuẩn đô đốc Harris Laning, Tư lệnh Quân khu Hải quân 3, và được cho nhập biên chế cùng Hải quân Hoa Kỳ vào ngày 15 tháng 3, 1938 dưới quyền chỉ huy của Hạm trưởng, Đại úy Hải quân Marvin M. Stephens.

## Lịch sử hoạt động

### 1939–1941
Sau khi hoàn tất việc chạy thử máy huấn luyện dọc theo vùng bờ Đông từ khu vực Tây Ấn cho đến Nova Scotia, Salmon gia nhập Hải đội Tàu ngầm 6 trực thuộc Lực lượng Tàu ngầm Hạm đội Đại Tây Dương tại Portsmouth, New Hampshire, và đảm nhiệm vai trò soái hạm của Đội tàu ngầm 15, cho đến khi chuyển giao vai trò này cho tàu ngầm chị em Snapper (SS-185) vào cuối năm 1939 để chuyển sang vùng bờ Tây, đi đến San Diego, California.
Tiếp tục hoạt động tại vùng bờ Tây cho đến cuối năm 1941, Salmon cùng đội của nó và tàu tiếp liệu tàu ngầm Holland (AS-3) được điều động sang tăng cường cho Hạm đội Á Châu. Sau khi đi đến Manila, Philippines vào ngày 18 tháng 11, Holland cùng với Salmon, Swordfish (SS-193), Sturgeon (SS-187) và Skipjack (SS-184) hình thành nên Đội tàu ngầm 21, vào một giai đoạn mà quan hệ ngoại giao với Đế Quốc Nhật Bản đã trở nên căng thẳng do việc chiếm đóng Đông Dương thuộc Pháp.

### 1942

#### Chuyến tuần tra thứ nhất
Xuất phát từ Manila vào ngày 27 tháng 11, Salmon đang di chuyển dọc bờ biển phía Tây đảo Luzon khi nhận được tin Hải quân Đế Quốc Nhật Bản đã bất ngờ tấn công căn cứ Trân Châu Cảng vào ngày 7 tháng 12 khiến chiến tranh bùng nổ tại Mặt trận Thái Bình Dương, nó lặp tức chuyển sang tuần tra tác chiến. Trong vịnh Lingayen vào ngày 22 tháng 12, nó đụng độ với hai tàu khu trục Nhật Bản, phóng ngư lôi tấn công gây hư hại cho cả hai.
Sang tháng 1, 1942, Salmon chuyển đến hoạt động tại khu vực vịnh Davao và phía Nam đảo Mindanao, đến eo biển Manipa tại quần đảo Molucca. Đến tháng 2, nó hoạt động trong biển Flores từ phía Bắc Timor cho đến eo biển Lombok tại quần đảo Sunda, rồi đi đến cảng Tjilatjap tại bờ biển phía Nam đảo Java vào ngày 13 tháng 2. Sau khi Bali thất thủ vào ngày 18 tháng 2, và lực lượng Đồng Minh chịu đựng tổn thất trong Trận chiến eo biển Badung hai ngày sau đó, Hải quân Hoa Kỳ phải rút lui khỏi các căn cứ tại Soerabaja và Tjilatjap. Holland đã đi đến Fremantle, Australia để thành lập căn cứ tàu ngầm mới tại đây.

#### Chuyến tuần tra thứ hai và thứ ba
Khởi hành từ Fremantle vào ngày 20 tháng 2 cho chuyến tuần tra thứ hai, Salmon hoạt động trong biển Java giữa Sepandjang và khu vực phía Tây Bawean. Nó không tìm thấy mục tiêu nào phù hợp, nên kết thúc chuyến tuần tra và quay trở về Fremantle vào ngày 23 tháng 3.
Trong chuyến tuần tra thứ ba từ ngày 3 tháng 5 đến ngày 24 tháng 6, Salmon hoạt động trong khu vực biển Đông. Vào ngày 26 tháng 5, nó đã phóng ngư lôi đánh chìm tàu sửa chữa Asahi (11.441 tấn) ở vị trí 180 nmi (330 km) về phía Đông Nam vịnh Cam Ranh, Đông Dương thuộc Pháp, tại tọa độ 10°00′B 110°00′Đ / 10°B 110°Đ. Chỉ hai ngày sau đó, nó tiếp tục đánh chìm tàu chở hành khách Ganges Maru (4.382 tấn) ở vị trí 250 nmi (460 km) về phía Nam Đông Nam vịnh Cam Ranh, tại tọa độ 09°00′B 111°00′Đ / 9°B 111°Đ. Nó kết thúc chuyến tuần tra và quay trở về căn cứ Fremantle.

#### Chuyến tuần tra thứ tư
Xuất phát từ căn cứ Fremantle vào ngày 21 tháng 7 cho chuyến tuần tra thứ tư, Salmon tiếp tục hoạt động trong khu vực biển Đông và biển Sulu. Nó băng qua các eo biển Lombok, Makassar, Sibutu và Balabac, rồi tuần tra tại khu vực giữa Bắc Borneo và Palawan, Philippines. Cho dù phát hiện nhiều mục tiêu, nó không thể đi đến vị trí thuận tiện để tấn công nên chỉ thông báo sự di chuyển của mục tiêu cho các tàu ngầm bạn hoạt động cùng khu vực. Nó quay trở về vào ngày 8 tháng 9.

#### Chuyến tuần tra thứ năm
Trong chuyến tuần tra thứ năm từ ngày 10 tháng 10 đến ngày 7 tháng 12, Salmon chuyển đến hoạt động tại khu vực Luzon ngoài khơi Corregidor và vịnh Subic. Vào đêm 10 tháng 11, nó phá hủy một thuyền buồm bằng hải pháo tại vùng biển ngoài khơi vịnh Subic. Đến ngày 17 tháng 11, nó phát hiện một đoàn ba tàu buôn tại lối tiếp cận vịnh Manila, và đã phóng một loạt ngư lôi tấn công cả ba chiếc. Nó đã gây hư hại cho hai chiếc và đánh chìm tàu cứu hộ cải biến Oregon Maru (5.873 tấn) tại vị trí 65 nmi (120 km) về phía Tây Bắc Manila, tại tọa độ 14°16′B 119°44′Đ / 14,267°B 119,733°Đ.

### 1943

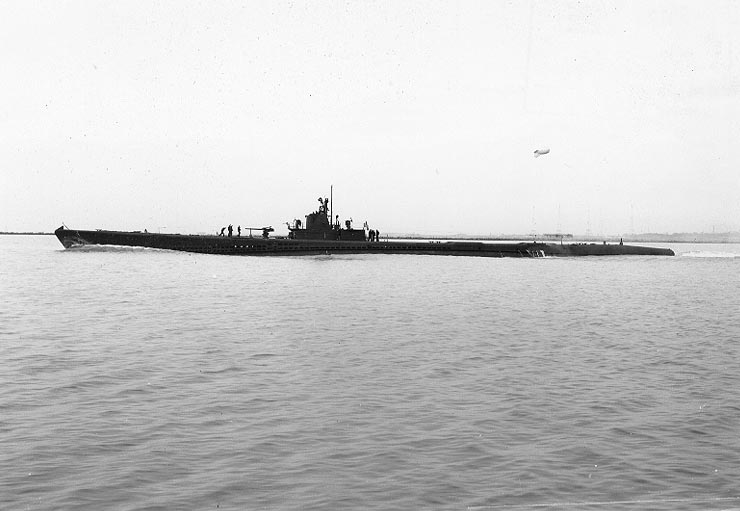
USS Salmon (SS-182), ngày 22 tháng 3 năm 1943

Khi kết thúc chuyến tuần tra vào quay trở về Trân Châu Cảng, Salmon tiếp tục quay về vùng bờ Tây để được đại tu, đi đến Xưởng hải quân Mare Island tại Vallejo, California vào ngày 13 tháng 12. Công việc sửa chữa kéo dài cho đến ngày 30 tháng 3, 1943, bao gồm việc nâng cấp thiết bị radar mới và bổ sung thêm hai pháo tự động Oerlikon 20 mm. Nó quay trở lại Trân Châu Cảng vào ngày 8 tháng 4.

#### Chuyến tuần tra thứ sáu
Khởi hành từ Trân Châu Cảng vào ngày 29 tháng 4 cho chuyến tuần tra thứ sáu, Salmon được tiếp thêm nhiên liệu tại Midway trước khi thực hiện nhiệm vụ đặc biệt ngoài khơi bờ biển đảo Honshū, Nhật Bản, tại Hachijō-jima, Kajitorizaki (bán đảo Kii), và Izu Ōshima. Trong chuyến đi này nó đã tấn công gây hư hại cho hai tàu chở hàng vào ngày 3 tháng 6, rồi quay trở về Midway vào ngày 19 tháng 6.

#### Chuyến tuần tra thứ bảy
Trong chuyến tuần tra thứ bảy từ ngày 17 tháng 7 đến ngày 25 tháng 8 tại quần đảo Kuril nhằm ngăn chặn tuyến hàng hải giữa Paramushiro và quần đảo Aleut, Salmon đã đánh chìm một tàu duyên hải nhỏ vào ngày 9 tháng 8, và vào ngày 10 tháng 8 đã đánh chìm tàu chở hành khách Wakanoura Maru (2.411 tấn) ngoài khơi bờ biển phía Bắc đảo Hokkaidō tại tọa độ 46°55′B 143°30′Đ / 46,917°B 143,5°Đ. Nó kết thúc chuyến tuần tra khi quay trở về căn cứ Trân Châu Cảng. 

#### Chuyến tuần tra thứ tám
Salmon tiếp tục hoạt động tại vùng biển quần đảo Kuril trong chuyến tuần tra thứ tám từ ngày 27 tháng 9 đến ngày 17 tháng 11. Nó đã gây hư hại cho hai tàu chở hàng trước khi kết thúc chuyến tuần tra tại Trân Châu Cảng. 

### 1944

#### Chuyến tuần tra thứ chín
Trong chuyến tuần tra thứ chín từ ngày 15 tháng 12, 1943 đến ngày 25 tháng 2, 1944, Salmon chỉ gây hư hại cho một tàu chở hàng vào ngày 22 tháng 1. 

#### Chuyến tuần tra thứ mười
Khởi hành từ Trân Châu Cảng vào ngày 1 tháng 4 cho chuyến tuần tra thứ mười, Salmon cùng với tàu ngầm Seadragon (SS-194) đi đến đảo Johnston để bắt đầu làm nhiệm vụ trinh sát hình ảnh chuẩn bị cho các chiến dịch đổ bộ lên quần đảo Caroline. Nó đã trinh sát Ulithi từ ngày 15 đến ngày 20 tháng 4; Yap từ ngày 20 đến ngày 26 tháng 4; và Woleai từ ngày 28 tháng 4 đến ngày 9 tháng 5. Nó kết thúc chuyến tuần tra khi quay trở về căn cứ Trân Châu Cảng.

#### Chuyến tuần tra thứ mười một
Trong chuyến tuần tra thứ mười một bắt đầu từ ngày 24 tháng 9, Salmon hoạt động tại khu vực quần đảo Ryūkyū trong thành phần một đội tấn công phối hợp "Bầy sói" vốn bao gồm các tàu ngầm Trigger (SS-237) và Sterlet (SS-392). Vào ngày 30 tháng 10, Salmon phóng một loạt bốn quả ngư lôi tấn công tàu chở dầu Jinei Maru, vốn đã bị hư hại bởi ngư lôi phóng từ chiếc Trigger. Nó ghi được hai phát trúng đích, nhưng Tàu phòng vệ duyên hải số 29 (CD-29) đã phản công bằng mìn sâu, buộc chiếc tàu ngầm phải lặn sâu để né tránh. Ở độ sâu 300 foot (91 m), nó chịu đựng một số hư hại do những quả mìn nổ gần tàu, và bị chìm xuống độ sâu 500 foot (150 m).
Bị mất kiểm soát độ sâu, Salmon buộc phải trồi lên mặt nước để sửa chữa, và đụng độ với các Tàu phòng vệ duyên hải số 22 (CD-22) và Tàu phòng vệ duyên hải số 33 (CD-33). Nó di chuyển tránh né đối phương và tranh thủ tiến hành những sửa chữa cần thiết, và khi khoảng cách bị rút ngắn nó quyết định đối đầu trực tiếp với CD-22. Chiếc tàu ngầm áp sát bên mạn đối thủ ở khoảng cách 50 thước Anh (46 m), bắn phá đối phương bằng pháo 3-inch và 20 mm; CD-22 chịu đựng bốn người tử trận cùng 25 người bị thương và không thể bắn trả do khoảng cách quá gần không thể hạ thấp thêm nòng pháo. Salmon thông báo cho "Bây sói" tọa độ của cuộc đụng độ, rồi rút lui dưới sự che khuất của một cơn mưa giông.
Ngoài những hư hại bởi mìn sâu, Salmon chỉ bị trúng vài phát đạn pháo cỡ nhỏ từ tàu đối phương; nó được các tàu ngầm Sterlet, Trigger v5 Silversides (SS-236) hộ tống rút lui về Saipan. Nó được chia sẻ một phần ba chiến công đánh chìm tàu chở dầu Jinei Maru (10.500 tấn) mà cuối cùng đã bị một ngư lôi phóng từ Sterlet kết liễu. Đến ngày 3 tháng 11, nó neo đậu cặp bên mạn tàu tiếp liệu tàu ngầm Fulton (AS-11) tại Tanapag Harbor, Saipan để được sửa chữa.

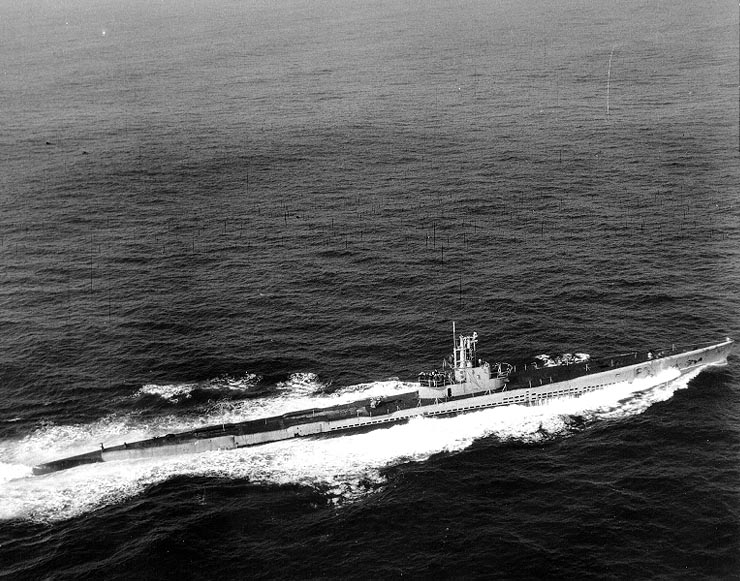
USS Salmon (SS-182), tháng 2 năm 1945

### 1945
Khởi hành từ Saipan vào ngày 10 tháng 11, Salmon cùng với Holland quay trở về vùng bờ Tây ngang qua Eniwetok và Trân Châu Cảng. Nó cùng với tàu ngầm Redfish (SS-395) rời San Francisco vào ngày 26 tháng 1, 1945, băng qua kênh đào Panama và đi đến Portsmouth, New Hampshire, vào ngày 17 tháng 2. Sau khi được sửa chữa tại Xưởng hải quân Portsmouth, nó đảm nhiệm vai trò tàu huấn luyện cho Hạm đội Đại Tây Dương cho đến khi chiến tranh kết thúc. 
Salmon được cho xuất biên chế vào ngày 24 tháng 9, 1945, Tên nó được cho rút khỏi danh sách Đăng bạ Hải quân vào ngày 11 tháng 10, 1945, và con tàu bị bán để tháo dỡ vào ngày 4 tháng 4, 1946.

## Phần thưởng
Salmon được tặng thưởng danh hiệu Đơn vị Tuyên dương Tổng thống cùng chín Ngôi sao Chiến trận do thành tích phục vụ trong Thế Chiến II. Nó được ghi công đã đánh chìm bốn tàu Nhật Bản với tổng tải trọng 24.107 tấn.
|  |                                                                     |  |
|  | Silver star · Bronze star · Bronze star · Bronze star · Bronze star |  |

| Dãi băng Hoạt động Tác chiến  | Dãi băng Hoạt động Tác chiến                                            | Đơn vị Tuyên Dương Tổng thống                                           | Đơn vị Tuyên Dương Tổng thống        |
| Huân chương Chiến dịch Hoa Kỳ | Huân chương Chiến dịch Châu Á-Thái Bình Dương với 9 Ngôi sao Chiến trận | Huân chương Chiến dịch Châu Á-Thái Bình Dương với 9 Ngôi sao Chiến trận | Huân chương Chiến thắng Thế Chiến II |